# Заречное (Краснознаменский район)
Заречное (до 1946 — Тульпенинген (нем. Tulpeningen)) — посёлок в Краснознаменском городском округе Калининградской области. Входил в состав Алексеевского сельского поселения.

## История
В 1946 году к населённому пункту Тульпенинген был присоединен посёлок Остфурт (до 1938 года - Войтекатен), объединенный посёлок переименован в Заречное.

## Население
| 1867 | 1885 | 1905 | 1910 | 1933 | 1939 | 2002 |
| ---- | ---- | ---- | ---- | ---- | ---- | ---- |
| 271  | ↗310 | ↗449 | ↘424 | ↘420 | ↘384 | ↘277 |
| 2010 |      |      |      |      |      |      |
| ↗288 |      |      |      |      |      |      |